# Raimbeaucourt
Raimbeaucourt est une commune française située dans le département du Nord, en région Hauts-de-France.

## Géographie

### Communes limitrophes
| Moncheaux |                | Faumont |
| Leforest  | Raimbeaucourt  |         |
| Auby      | Roost-Warendin | Râches  |

### Hydrographie

#### Réseau hydrographique
La commune est située dans le bassin Artois-Picardie. Elle est drainée par le ruisseau du Pont Ducat, la Grande Rue, le Boujon, le Château du Liez et divers autres petits cours d'eau,.

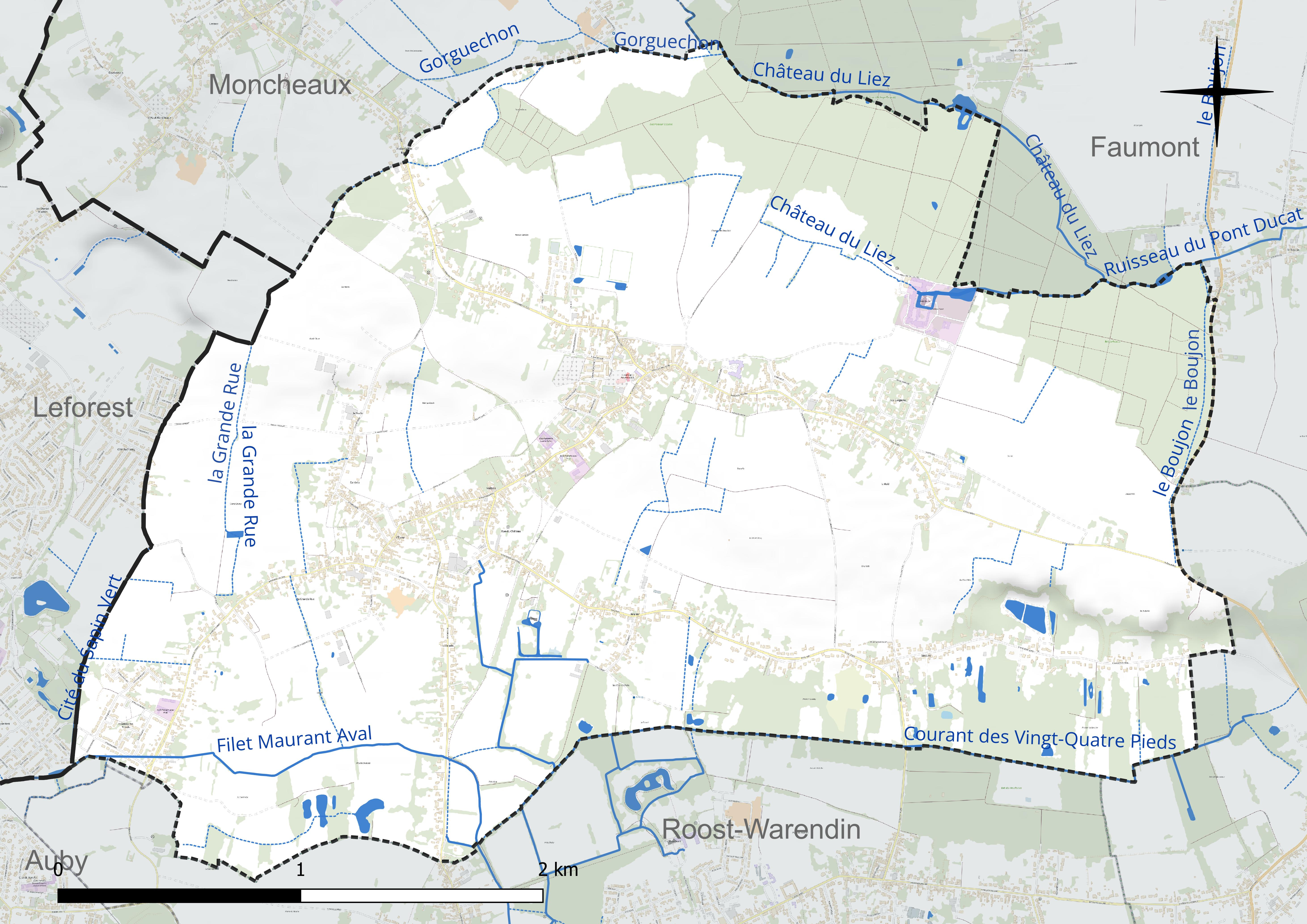
Réseau hydrographique de Raimbeaucourt.

#### Gestion et qualité des eaux
Le territoire communal est couvert par le schéma d'aménagement et de gestion des eaux (SAGE) « Scarpe aval ». Ce document de planification concerne un territoire de 624 km2 de superficie, délimité par le bassin versant de la Scarpe aval, comprenant la Pévèle, la plaine de la Scarpe et le bassin minier avec l'Ostrevent. Le périmètre a été arrêté le 18 mars 1997 et le SAGE proprement dit a été approuvé le 12 mars 2009, puis révisé le 5 juillet 2021. La structure porteuse de l'élaboration et de la mise en œuvre est le parc naturel régional Scarpe-Escaut. 
La qualité des cours d'eau peut être consultée sur un site dédié géré par les agences de l'eau et l'Agence française pour la biodiversité. 

### Climat
Pour des articles plus généraux, voir Climat des Hauts-de-France et Climat du Nord.
En 2010, le climat de la commune est de type climat océanique dégradé des plaines du Centre et du Nord, selon une étude du CNRS s'appuyant sur une série de données couvrant la période 1971-2000. En 2020, Météo-France publie une typologie des climats de la France métropolitaine dans laquelle la commune est exposée à un climat océanique et est dans la région climatique  Nord-est du bassin Parisien, caractérisée par un ensoleillement médiocre, une pluviométrie moyenne régulièrement répartie au cours de l'année et un hiver froid (3 °C). 
Pour la période 1971-2000, la température annuelle moyenne est de 10,5 °C, avec une amplitude thermique annuelle de 14,6 °C. Le cumul annuel moyen de précipitations est de 695 mm, avec 11,4 jours de précipitations en janvier et 9,1 jours en juillet. Pour la période 1991-2020, la température moyenne annuelle observée sur la station météorologique la plus proche, située sur la commune de Douai à 8 km à vol d'oiseau, est de 11,0 °C et le cumul annuel moyen de précipitations est de 729,2 mm,. Pour l'avenir, les paramètres climatiques de la commune estimés pour 2050 selon différents scénarios d'émission de gaz à effet de serre sont consultables sur un site dédié publié par Météo-France en novembre 2022.

## Urbanisme

### Typologie
Au 1er janvier 2024, Raimbeaucourt est catégorisée ceinture urbaine, selon la nouvelle grille communale de densité à sept niveaux définie par l'Insee en 2022.
Elle appartient à l'unité urbaine de Douai-Lens, une agglomération inter-départementale regroupant 67  communes, dont elle est une commune de la banlieue,,. Par ailleurs la commune fait partie de l'aire d'attraction de Lille (partie française), dont elle est une commune de la couronne,. Cette aire, qui regroupe 201 communes, est catégorisée dans les aires de 700 000 habitants ou plus (hors Paris),.

### Occupation des sols
L'occupation des sols de la commune, telle qu'elle ressort de la base de données européenne d'occupation biophysique des sols Corine Land Cover (CLC), est marquée par l'importance des territoires agricoles (67,8 % en 2018), en diminution par rapport à 1990 (72,6 %). La répartition détaillée en 2018 est la suivante : 
terres arables (45,3 %), zones agricoles hétérogènes (22,5 %), zones urbanisées (20,1 %), forêts (12,1 %). L'évolution de l'occupation des sols de la commune et de ses infrastructures peut être observée sur les différentes représentations cartographiques du territoire : la carte de Cassini (XVIIIe siècle), la carte d'état-major (1820-1866) et les cartes ou photos aériennes de l'IGN pour la période actuelle (1950 à aujourd'hui).

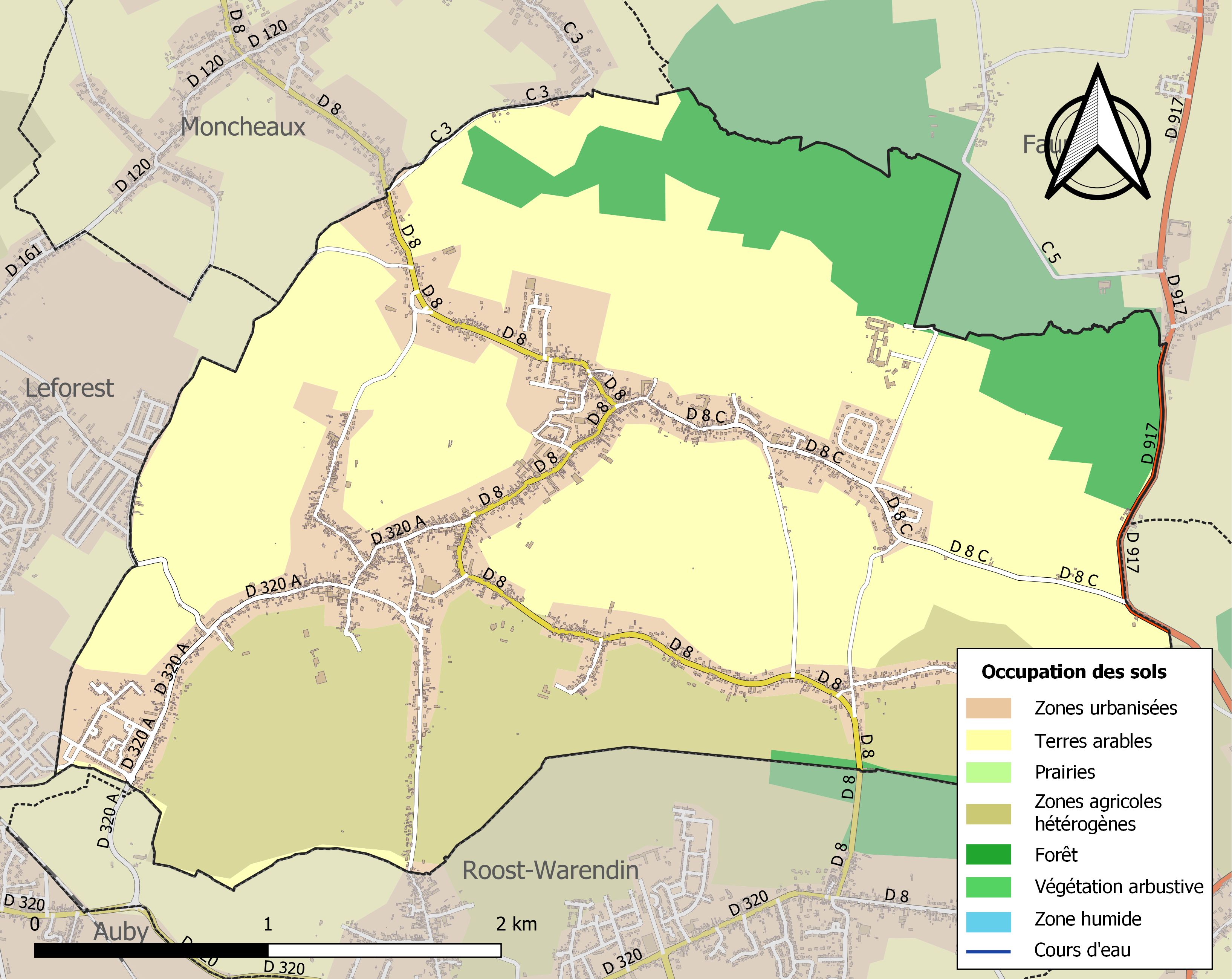
Carte des infrastructures et de l'occupation des sols de la commune en 2018 (CLC).

### Voies de communication et transports
La commune est desservie par les lignes 7 et 107 du réseau Évéole.

## Histoire
Raimbeaucourt est composé de trois seigneuries qui dépendaient tous de la paroisse de ce nom citée en 1079 dans le cartulaire de l'abbaye d'Auchy-les-Moines qui possédait l'autel de la paroisse sous le nom d'Erambaucourt. Ces seigneuries sont : 

Ribeaucourt, fut élevé au rang de comté, 

Le Hamel du Bray ou Le Bray, fief en justice vicomtale et dont l'histoire à presque toujours été liée à la terre de Ribeaucourt, 

Le Liez qui fut marquisat.

### Les seigneurs de Ribeaucourt
On ignore qui furent les premiers seigneurs de Ribeaucourt, la tradition locale, les historiens veulent que les premiers seigneurs furent les mêmes que ceux de Ribeaucourt dans la Somme, mais aucune preuve écrite ne le confirme. La seigneurie dépendait de l'abbaye Sainte-Gertrude de Marchienne, dont Agnès de Ribeaucourt fut abbesse en 874. Dans les actes Ribeaucourt était toujours dénommé Raimbeaucourt même si ses seigneurs se disaient seigneurs de Ribeaucourt et si l'on trouve le village de Raimbeaucourt désigné sur les cartes anciennes sous le nom de Ribeaucourt-lès-Raches ou Ribeaucourt-en-Pévèle.
- 1216 Hellin de Wavrin, dit l'oncle, seigneur de Hendecourt, de Raimbeaucourt et de Wazières. Cité comme témoin dans une charte du 28 décembre 1216 émanant de Raoul, évêque d'Arras, approuvant la vente d'une terre au Chapitre Sainte-Croix de Cambrais, (A. Mathias, Histoire des Wavrins, Lille, 1904).
- 1242 Robert de Wavrin-Wazières, seigneur de Raimbeaucourt, fonda la chapelle castrale, avec autorisation de Jacques, évêque d'Arras.
- 1296 Hugues d'Ailly, seigneur de Rumes, Raimbeaucourt et Hornaing, (G. Demay, Inventaire des sceaux de Flandre, Paris 1873).
- Avant 1377 Mathieu de Lannoy.
- 1377, Engelbert d'Enghein, seigneur de Raimbeaucourt par achat au précédent. La seigneurie est saisie à la suite du meurtre commis par Engelbert sur la personne de son neveu Ghauthier d'Enghein, en 1381.
- 1388 Henri d'Antoing, seigneur de Raimbeaucourt par achat au précédent, sa fille Marie est l'épouse Engelbert !
- 1441 Robert Le Josne, seigneur de Contay, et son fils cadet Guillaume achètent Raimbeaucourt aux Enghein.
- 1461 Louis Le Josne de Contay, fils de Guillaume, seigneur de Raimbeaucourt par donation de son père.
- Vers 1470 Gaucher de Rouvroy de Saint-Simon devient seigneur de Raimbeaucourt, il donne la seigneurie à son fils Antoine, seigneur de Rache, du Bray, Bersé et Orchies, celui-ci vend l'ensemble de ses seigneuries à son oncle Gilles de Rouvroy de Saint-Simon, bailli et capitaine de Senlis, qui finit sa vie aux cordeliers de Besançon
- 1501 Philippe Le Josne de Contay, seigneur de Forest et de Raimbeaucourt, par achat à Gilles de Rouvroy.
- 1504 Charles Le Josne de Contay, seigneur de Contay, de Forest et de Raimbeaucourt.
- 1511 Françoise Le Josne de Contay, dame de Raimbeaucourt, épouse de Jehan de Humières, chevalier, seigneur de Humieres, Raimbeaucourt et de Saulchy, celui-ci vend Raimbeaucourt au suivant.
- 1527 Nicolas (dit Colar) d'Aubermont, chevalier, seigneur de l'Planque, de La Deffière, du Laibray et de Raimbeaucourt par achat au précédent, bourgeois de Tournais, grand-maître des Eaux et Forêts de Saint-Amand-les-Eaux en 1534, gentilhomme de la Maison de Charles Quint en 1541, premier maître d'hôtel de René comte de Nassau et prince d'Orange, époux de Marie Hanneron, puis de Jehenne de Grave, dame de Masnuy-Saint-Pierre.
- 1562 Jehan d'Aubermont, seigneur de Raimbeaucourt, fils du premier lit du précédent, époux de : 1e Marie Le Preud'Homme, 2e Jehenne de Briarde dite de La Coye, 3e Marguerite de Waudripont.
- Avant 1580 Jehan d'Aubermont, écuyer, seigneur de Raimbeaucourt, lieutenant de la compagnie d'ordonnance du comte de Lalaing, fils du second lit du précédent, sans alliance.
- Avant 1583 Charles d'Aubermont, chevalier en 1596, grand bailli de Termonde en 1580, frère du précédent, époux de Malsen, décédé sans postérité en 1624.
- 1624 Jean-Conrade d'Aubermont, chevalier, seigneur de Raimbeaucourt, fils aîné du précédent, maître de camp et conseiller au Conseil de Guerre du Roi d'Espagne, gouverneur de Gueldre et de Zutphen, époux d'Anne de Malsen, sans postérité.
- 1652 Gaspard-Antoine d'Aubermont, chevalier, seigneur de Grembergen et de Raimbeaucourt, grand bailli de Termonde, maître de camp et conseiller au Conseil de Guerre, frère du précédent, époux de Lambertine d'Enghien-Kestergat.
- 1657 Charles-Ignace d'Aubermont, chevalier, seigneur de Grembergen et de Raimbeaucourt, grand bailli de Termonde, fils du précédent, époux de Jacqueline Gysselleers, sans postérité. Il voit sa terre de Raimbeaucourt érigée en comté en 1659. En 1668 par le traité d'Aix-la-Chapelle Raimbeaucourt devient français.
- 1693 Marguerite d'Aubermont, comtesse de Raimbeaucourt, dame de Grembergen, sœur du précédent, épouse de Diego Gomez d'Espinosa, lieutenant-général, gouverneur des places fortes de Termonde, La Bassée, Nieuport, Ostende et Anvers, qui veuf se remarie avec Barbe van der Linden.
- 1694 Gaspard-Antoine Gomez d'Espinosa, comte de Raimbeaucourt, seigneur de Grembergen, lieutenant-général, fils aîné des précédents, époux d'Isabel Bouwens, sans postérité.
- 1725 Jacques Gomez d'Espinosa, comte de Raimbeaucourt, seigneur de Grembergen, chanoine de Sainte-Gudule à Bruxelles, prévôt de Harlebveke, frère du précédent.
- 1748 Liebert-François Christin, comte de Raimbeaucourt, baron de Meerbeek, vicomte de Duysbourg et de Tervueren, seigneur de Grembergen et de Bautersem, (1703-1785), neveu du précédent, marié le 31 janvier 1747 à Marie-Thérèse-Geneviève de Vilsteren, baronne de Laerne, d'Almelroy, de Well et de Wordragen. Il dut rendre l'aveu au roi Louis XV le 28 juillet 1759 sous le titre de « comte de Raimbeaucourt », mais sa descendance est encore aujourd'hui connue sous le nom de Christyn de Ribaucourt.
- 1758 Philippe-Alexandre Christin, comte de Raimbeaucourt, baron de Meerbeek, de Laerne et d'Almelroy, vicomte de Duysbourg et de Tervueren, seigneur de Grembergen etc.

La famille Christyn de Ribaucourt, de noblesse belge, posséda le château de Ribeaucourt jusqu'au début du XXe siècle, c'est elle qui fit raser le logis féodal pour le remplacer par le bâtiment actuel avant la Révolution.

#### Sources
- Archives de la Maison de Ribeaucourt
- Bernard Coussée : Raimbeaucourt au temps jadis
- Hervé Douxchamps et Joseph Lefèvre : La Famille Christyn de Ribaucourt tome II

### Les seigneurs du Liez
1218 Anselme d'Aigremont, seigneur du Liez, cède à l'abbaye d'Anchin 12 partie de la dîme de Raimbeaucourt.

1256 Jean du Liez, fait construire la chapelle castrale.

1296 Cholart du Liez vend des terres à l'abbaye de Saint-Amant.

1349 Marguerite de Liez épouse Waultier, chevalier, seigneur de La Petite-Vacquerie à Moncheaux, il était fort âgé et n'avait pas d'enfant.

1385 Péronne du Liez épouse de Jean de Roisin dit d'Avelui, seigneur d'Antaing, elle se remarie en 1406 avec le sire de Saint-Simon, veuf de la sœur de Pierre van Haveskerque dit de Wisques, seigneur de Raches, lequel Saint-Simon mourut à Azincourt. Elle décéda à Douais en 1432, sans postérité. La seigneurie passe au seigneur de Vertaing, il laisse la seigneurie à sa petite-fille qui suit

1420 Péronne de Wingles, dame du Liez petite fille du seigneur de Vertaing, épouse de Nicolas de Blacquehem.

1473 Robert de Blacquehem, écuyer, seigneur du Liez, fils des précédents.

1486 Toussaint de Blacquehem, écuyer, seigneur du Liez, frère du précédents, époux de Jacqueline de Baillon, veuve en 1514, tutrice de son fils mineur qui suit.

1514 Philippe de Blacquehem, écuyer, seigneur du Liez, fils des précédents, époux de Jeanne Grignard, veuve en 1537, tutrice de son fils mineur qui suit.

1537 Antoine de Blacquehem, écuyer, seigneur du Liez, fils des précédents, époux de Géraldine Carette, remariée à Charles de Willem, écuyer, seigneur de Langlet, qui releva le fief en 1562 au nom des enfants de son épouse : Ollivier de Blacquehem, âgé de trois ans, et Jacques, nouveau-né.

1589 Ollivier écuyer, seigneur du Liez, fils des précédents, guidon de la compagnie du comte de Rœux, militaire au service du Roi d'Espagne, puis magistrat à Douais, marié à Lille le 21 octobre 1589 à Catherine de Beaufremezt, inhumé en l'église de Raimbeaucourt en 1622.

1623 Jean de Blacquehem, écuyer, seigneur du Liez, de La Haye et de La Vallée, décédé le 6 avril 1671, fils des précédents, marié le 12 octobre 1636 à Marie Le Vasseur.

1671 Jean-François de Blacquehem, écuyer, seigneur du Liez, de La Haye, de La Vallée et de Douvrin (près Béthune), (1637-1685), fils des précédents, fait ses preuves pour l'admission aux États d'Artois en 1747, (cf Laine, Archives de la noblesse de France, tome 9) et entre dans les rangs de la noblesse française, époux de Jeanne de Nédonchel, sœur du maréchal d'Humières, tutrice de son fils qui suit.

1685 Jean-Philippe de Blacquehem, écuyer, seigneur du Liez, de La Haye, de La Vallée, de Douvrin et de Pont-à-Beuvry, fils des précédents, officier au régiment royale Wallon, époux de N. Dubois de Hove, dame de La Mowarderie et du Houdicq.

1732 Antoine-Philippe de Blacquehem, écuyer, seigneur du Liez, de La Haye, de La Vallée, de Douvrin, de Pont-à-Beuvry, de La Mowarderie et du Houdicq, mort en 1748, fils des précédents, officier, marié le 10 octobre 1733 à Charlotte-Lucrèce Le Ricquet.

1748 Charles-Alexandre de Blacquehem, écuyer, seigneur du Liez, de La Haye, de La Vallée, de Douvrin, de Pont-à-Beuvry, de La Mowarderie et du Houdicq, (1736-1792), marié le 28 février 1767 à Marie-Philippines-Colette de Thiennes, comtesse de Rumbeke (près de Montreuil-sur-Mer), (1747-1771). Leurs fils Christian et Xavier émigrèrent en Autriche, leur lignage s'éteignit dans ce pays en 1917 à la mort d'Olivier, ministre du Commerce.
Le Château du Liez était une vaste maison de campagne constitué d'un logis simple à hauts pignons sur sa motte féodale entourée d'eau. Remaniée au XIXe siècle, elle fut finalement rasée au début du XXIe.
Sources : Bernard Coussée : Raimbeaucourt au temps jadis.

## Héraldique
| Armes de Raimbeaucourt | Les armes de la commune de Raimbeaucourt se blasonnent ainsi : De sable à une fleur de lis épanouie d'argent. (D'après les armes de la famille d'Aubermont qui portait : De sable au lys épanoui d'argent, les boutons d'or.) |

## Politique et administration

### Tendances politiques et résultats
Lors du premier tour des élections municipales le 15 mars 2020, vingt-sept sièges sont à pourvoir ; on dénombre 3 014 inscrits, dont 908 votants (30,13 %), 47 votes blancs (6,18 %) et 785 suffrages exprimés (86,45 %). La liste divers droite Raimbeaucourt, le cœur de notre action menée par le maire sortant Alain Mension recueille l'intégralité des suffrages exprimés, étant la seule à se présenter,.

### Liste des maires

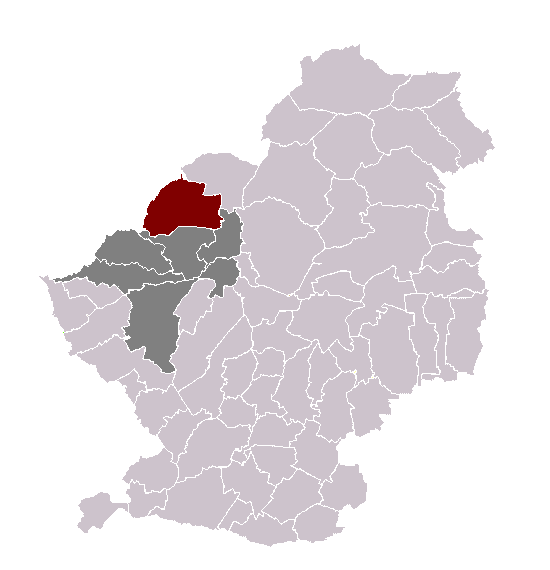
Raimbeaucourt dans son canton et son arrondissement

Maire en 1802-1803 : Martel.

Maire en 1807 : Hornez.

## Population et société

### Démographie

#### Évolution démographique
L'évolution du nombre d'habitants est connue à travers les recensements de la population effectués dans la commune depuis 1793. Pour les communes de moins de 10 000 habitants, une enquête de recensement portant sur toute la population est réalisée tous les cinq ans, les populations de référence des années intermédiaires étant quant à elles estimées par interpolation ou extrapolation. Pour la commune, le premier recensement exhaustif entrant dans le cadre du nouveau dispositif a été réalisé en 2005.

En 2022, la commune comptait 4 012 habitants, en évolution de −1,06 % par rapport à 2016 (Nord : +0,51 %, France hors Mayotte : +2,11 %).
| 1793  | 1800  | 1806  | 1821  | 1831  | 1836  | 1841  | 1846  | 1851  |
| ----- | ----- | ----- | ----- | ----- | ----- | ----- | ----- | ----- |
| 2 060 | 1 675 | 1 817 | 1 899 | 1 935 | 1 970 | 1 973 | 1 996 | 2 058 |

| 1856  | 1861  | 1866  | 1872  | 1876  | 1881  | 1886  | 1891  | 1896  |
| ----- | ----- | ----- | ----- | ----- | ----- | ----- | ----- | ----- |
| 2 109 | 2 185 | 2 289 | 2 287 | 2 363 | 2 357 | 2 414 | 2 461 | 2 599 |

| 1901  | 1906  | 1911  | 1921  | 1926  | 1931  | 1936  | 1946  | 1954  |
| ----- | ----- | ----- | ----- | ----- | ----- | ----- | ----- | ----- |
| 2 787 | 2 936 | 3 015 | 2 777 | 2 870 | 3 003 | 3 001 | 3 063 | 3 015 |

| 1962  | 1968  | 1975  | 1982  | 1990  | 1999  | 2005  | 2006  | 2010  |
| ----- | ----- | ----- | ----- | ----- | ----- | ----- | ----- | ----- |
| 4 215 | 4 224 | 4 410 | 4 494 | 4 277 | 4 335 | 4 309 | 4 292 | 4 126 |

| 2015  | 2020  | 2022  | - | - | - | - | - | - |
| ----- | ----- | ----- | - | - | - | - | - | - |
| 4 056 | 4 010 | 4 012 | - | - | - | - | - | - |

#### Pyramide des âges
La population de la commune est relativement âgée.
En 2018, le taux de personnes d'un âge inférieur à 30 ans s'élève à 28,4 %, soit en dessous de la moyenne départementale (39,5 %). À l'inverse, le taux de personnes d'âge supérieur à 60 ans est de 32,7 % la même année, alors qu'il est de 22,5 % au niveau départemental.
En 2018, la commune comptait 1 928 hommes pour 2 077 femmes, soit un taux de 51,86 % de femmes, légèrement supérieur au taux départemental (51,77 %).
Les pyramides des âges de la commune et du département s'établissent comme suit.
| Hommes | Classe d’âge | Femmes |
| ------ | ------------ | ------ |
| 0,9    | 90 ou +      | 2,7    |
| 6,5    | 75-89 ans    | 11,1   |
| 21,0   | 60-74 ans    | 22,9   |
| 22,1   | 45-59 ans    | 21,2   |
| 18,3   | 30-44 ans    | 16,4   |
| 15,0   | 15-29 ans    | 11,7   |
| 16,3   | 0-14 ans     | 14,0   |

| Hommes | Classe d’âge | Femmes |
| ------ | ------------ | ------ |
| 0,5    | 90 ou +      | 1,4    |
| 5,3    | 75-89 ans    | 8,1    |
| 14,8   | 60-74 ans    | 16,2   |
| 19,1   | 45-59 ans    | 18,4   |
| 19,5   | 30-44 ans    | 18,7   |
| 20,7   | 15-29 ans    | 19,1   |
| 20,2   | 0-14 ans     | 18     |

## Lieux et monuments
- L'église Saint-Géry du XVIe siècle et son cimetière ;
- Château de Ribeaucourt, XVIIe et XVIIIe siècles, sur double motte féodale ;
- Château du Liez (Centre Hélène Borel), reste le parc, les écuries et leur tour, la motte de l'ancien château.

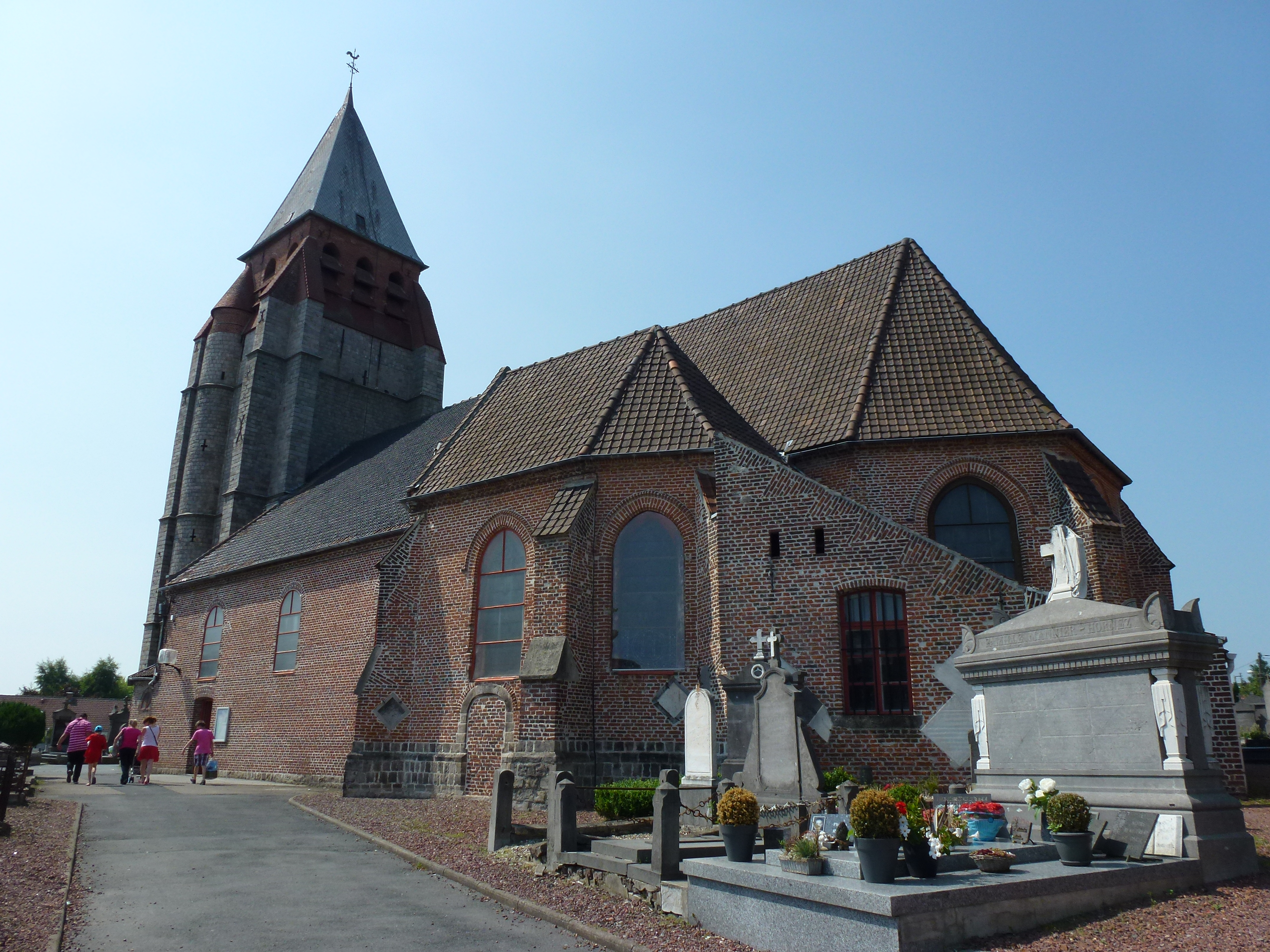
Église Saint-Géry.
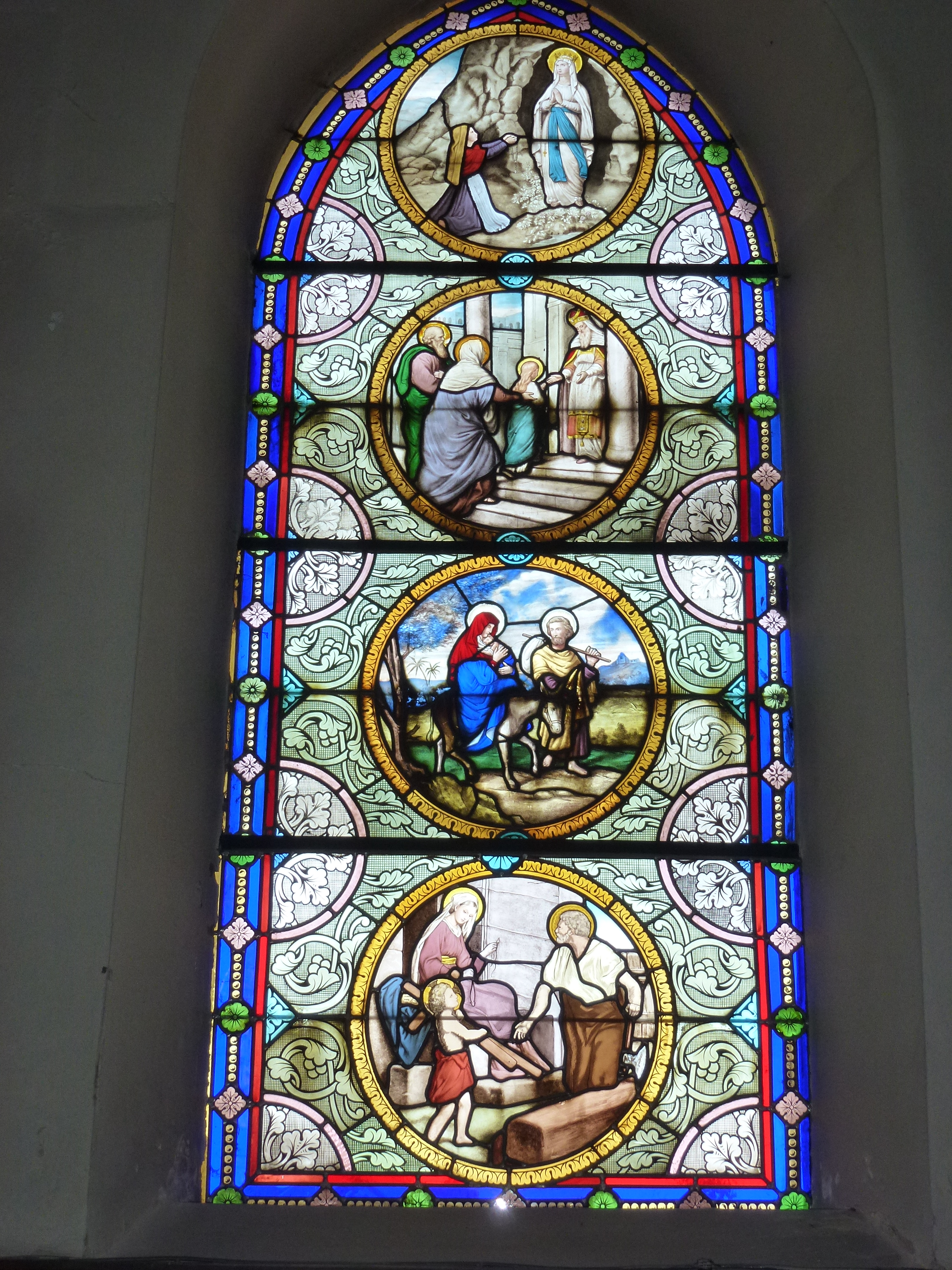
Un des vitraux de l'église.
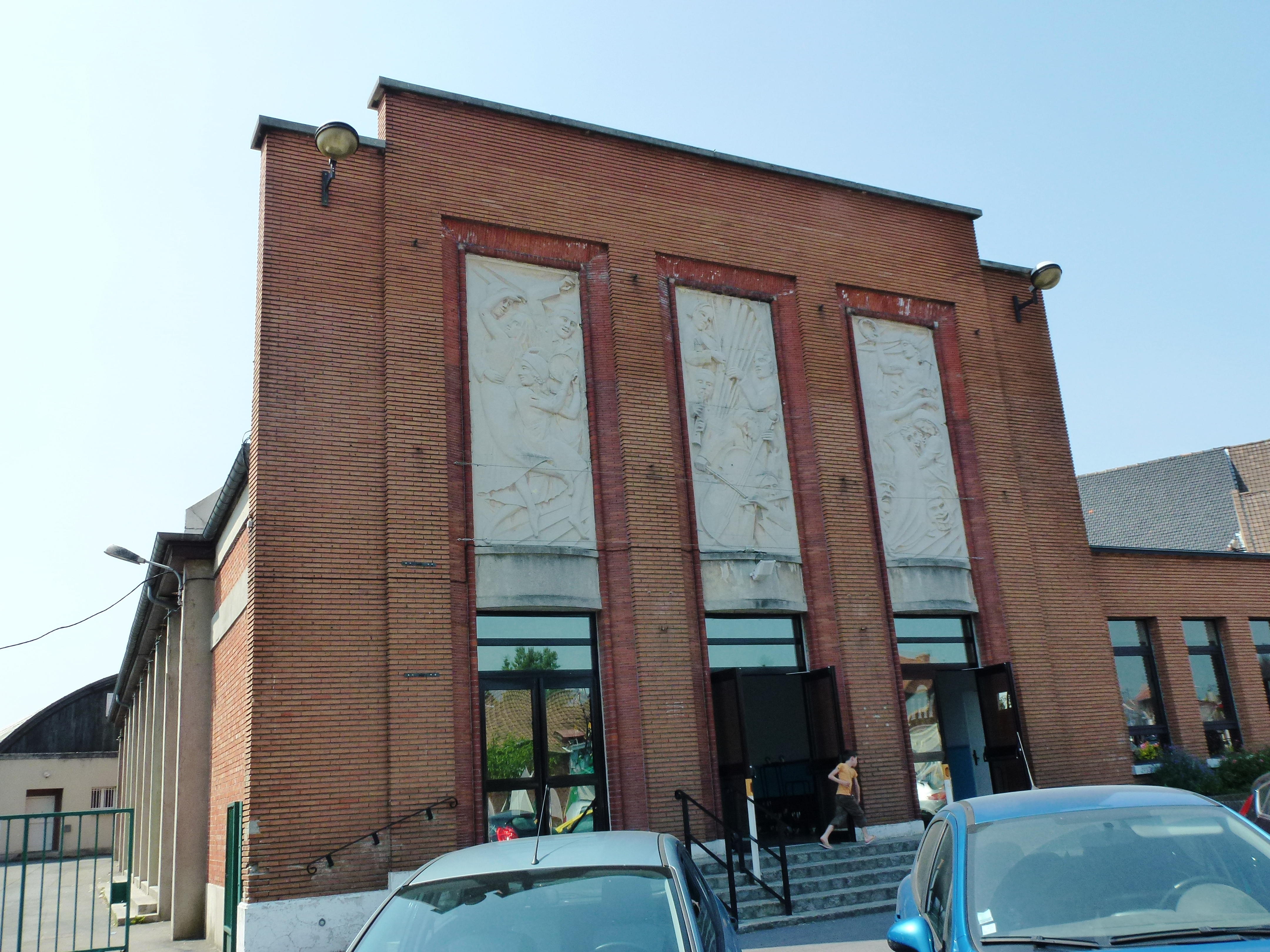
Salle des fêtes.
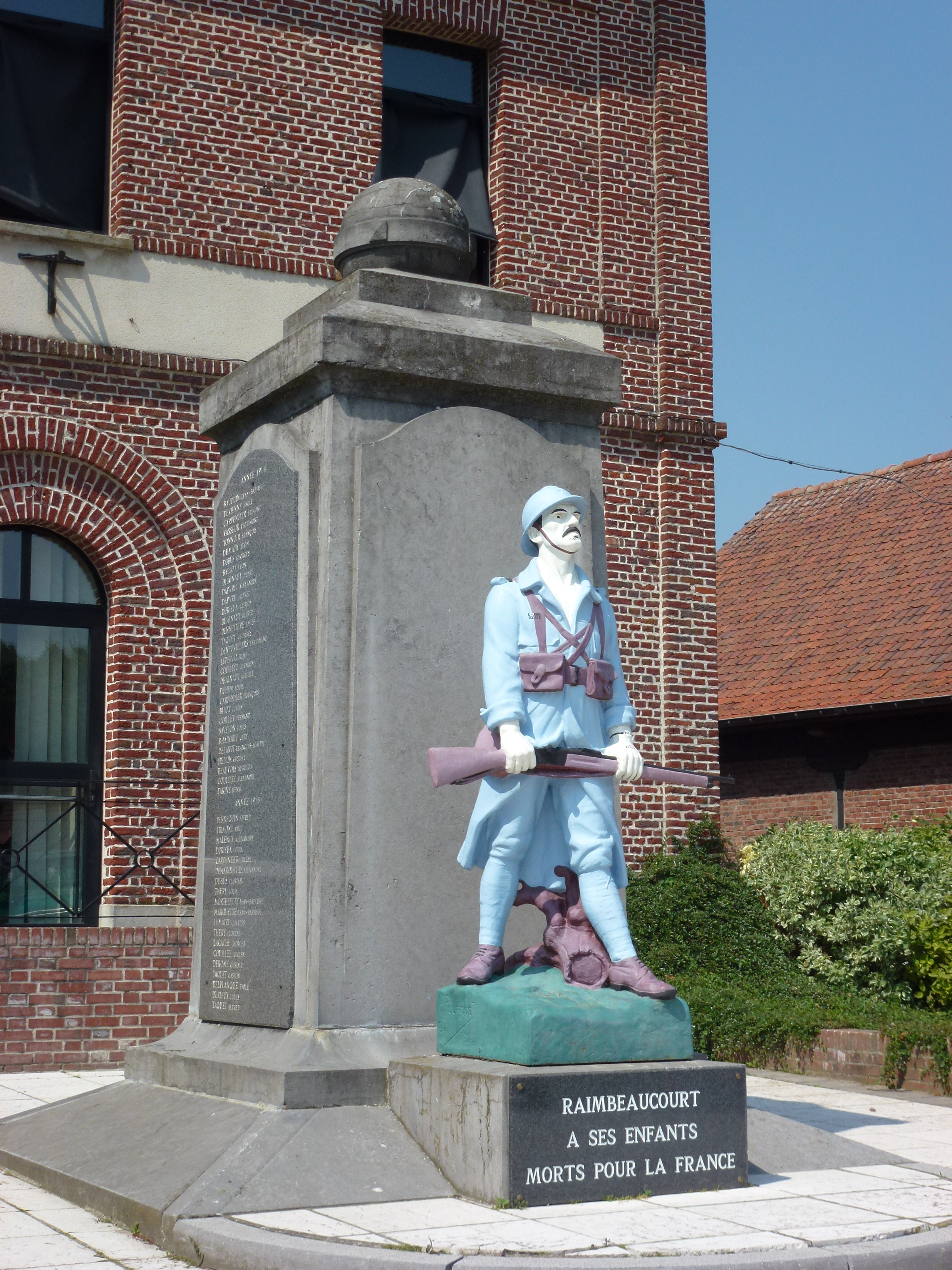
Monument aux morts.

## Personnalités liées à la commune
- André Doye (1924-1981) international français de football

### Folklore
Raimbeaucourt a pour géant Z'Allumet.

## Pour approfondir